# Aurora en Ulysses
Aurora en Ulysses, ook Centauren genoemd, is een Belgische stripreeks bedacht, geschreven en getekend door Pierre Seron. Stephen Desberg en Jean Mariette (Mittéï) schreven het scenario voor respectievelijk vier verhalen en één verhaal. In 1988 en 1989 maakte Seron een crossover tussen deze reeks en zijn andere reeks De Minimensjes.

## Inhoud
De hoofdpersonen zijn de jeugdige centauren Aurora en Ulysses. Hun bovenlijven zijn blauw gekleurd; Aurora heeft een wit en Ulysses een lichtbruin paardenlichaam. Het hoofdhaar en de staart van Aurora zijn rose, die van Ulysses bruin. Beide centauren zijn door een aantal goden verjaagd van de Olympus, waar alle Griekse goden wonen, en zoeken op aarde naar de poort die hun terug zal brengen naar de Olympus en hun verbanning zal beëindigen. Ondertussen krijgen zij opdrachten van de goden, doen ze aan tijdreizen en beleven zij avonturen.

## Publicatiegeschiedenis
In juni 1977 startte in Robbedoes nr 2045 het eerste verhaal van Aurora en Ulysses  getiteld Deur naar 't ongewisse.
Vanaf het derde verhaal verzorgt Stephen Desberg vier verhalen lang het scenario. Daarna schrijft Jean Mariette (onder het pseudoniem Mittéï) een verhaal, waarna Seron de verhalen niet alleen tekent, maar ook weer zelf schrijft. 
In 1988 voert Seron zijn centauren op in een verhaal van zijn andere stripreeks: De Minimensjes. Dit verhaal start in het stripblad Robbedoes nr 2618. Zeus geeft de centauren de opdracht een Afrikaanse stam te redden van de slavernij en zij krijgen daarbij hulp van de Minimensjes. In dit verhaal licht Robbedoes zelf toe aan de Minimenjes wie de Centauren zijn (namelijk bekend uit het stripblad Robbedoes) en ook een Lezer wordt ten tonele gevoerd om commentaar te leveren. De originele titel van dit verhaal is Uwelematibukaline. Als dit verhaal later dat jaar in albumvorm verschijnt in de serie De Minimensjes als nummer 24 krijgt het verhaal de titel De goudmijn.
In 1989 tekent Seron het kortverhaal Kelvinhathor III, wederom een gezamenlijk avontuur van de centauren en De Minimensjes. Dit verhaal was tot 2022 niet naar het Nederlands vertaald en werd in het Frans direct in albumvorm uitgebracht.
In 1991 verschijnt een parodie van twee pagina's in het album Stripspotters 2, waar de centauren elk een proef moeten afleggen om volwassen te worden. Seron haalt hierin een grap uit met kleuren.
| Nr | Titel                      | Tekenaar     | Scenarist       | Aantal pagina's | Jaar | 1e publicatie            |
| -- | -------------------------- | ------------ | --------------- | --------------- | ---- | ------------------------ |
| 1  | Deur naar 't ongewisse     | Pierre Seron | Pierre Seron    | 12              | 1977 | Robbedoes nr. 2045       |
| 2  | Laat bezoek                | Pierre Seron | Pierre Seron    | 5               | 1977 | Robbedoes nr. 2072       |
| 3  | De struikrovers            | Pierre Seron | Stephen Desberg | 4               | 1977 | Robbedoes nr. 2072       |
| 4  | De dierenvechter           | Pierre Seron | Stephen Desberg | 21              | 1978 | Robbedoes nrs. 2084-2087 |
| 5  | De buit                    | Pierre Seron | Stephen Desberg | 6               | 1978 | Robbedoes nrs. 2101-2102 |
| 6  | De poolster                | Pierre Seron | Stephen Desberg | 32              | 1979 | Robbedoes nrs. 2135-2148 |
| 7  | Het droomspan              | Pierre Seron | Mittéï          | 2               | 1979 | Robbedoes nr. 2175       |
| 8  | De gekroonde tand          | Pierre Seron | Pierre Seron    | 12              | 1980 | Robbedoes nrs. 2178-2179 |
| 9  | De wolf met 2 koppen       | Pierre Seron | Pierre Seron    | 44              | 1980 | Robbedoes nrs. 2204-2214 |
| 10 | De Odyssee                 | Pierre Seron | Pierre Seron    | 45              | 1982 | Robbedoes nrs. 2323-2333 |
| 11 | De Amazones                | Pierre Seron | Pierre Seron    | 46              | 1983 | Robbedoes nrs. 2376-2379 |
| 12 | De kwelling van Hermes     | Pierre Seron | Pierre Seron    | 24              | 1986 | Robbedoes nrs. 2493-2494 |
| 13 | Uwelematibukaline          | Pierre Seron | Pierre Seron    | 44              | 1988 | Robbedoes nrs. 2618-2628 |
| 14 | Kelvinhathor III           | Pierre Seron | Pierre Seron    | 5               | 2022 | Integraal 2: 1982-1989   |
| 15 | De proef van volwassenheid | Pierre Seron | Pierre Seron    | 2               | 1991 | Album Stripspotters 2    |

## Albums
In totaal waren tot de publicatie van de integralen zeven van de vijftien verhalen uitgebracht in albumvorm.
| Jaar | Verhaal                   | Reeks / nr.            | Uitgever |
| ---- | ------------------------- | ---------------------- | -------- |
| 1982 | De deur naar 't ongewisse | Centauren nr. 1        | Dupuis   |
| 1983 | De wolf met 2 koppen      | Centauren nr. 2        | Dupuis   |
| 1984 | De Odyssee                | Centauren nr. 3        | Dupuis   |
| 1985 | De Amazones               | Centauren nr. 4        | Dupuis   |
| 1988 | De goudmijn               | De Mini-mensjes nr. 24 | Dupuis   |

Het album van 1982 bevat de verhalen De deur naar 't ongewisse en De poolster.
In 1991 bracht uitgeverij Arboris in de Parodiereeks het album Stripspotters 2 uit, waarin tekenaars hun eigen stripfiguren (erotisch) parodiëren. Seron tekende hiervoor het verhaal over de proef van volwassenheid.
In 2022 bracht uitgeverij Saga een integrale uitgave van de reeks uit, die twee albums beslaat. Alle verhalen zijn in deze integralen opgenomen met uitzondering van het Mini-Mensjesverhaal 'De Goudmijn'. Deze laatste is opgenomen in de integrale uitgave van De Minimensjes, ook door uitgeverij Saga. De parodie is ook opgenomen in de eveneens in 2022 uitgebrachte integrale uitgave van De Minivrouwtjes.